# Nuova A.M.G. Sebastiani Basket Rieti 2007-2008
La NSB Rieti nella stagione 2007-2008 ha partecipato al campionato nazionale di Serie A.

## Risultati ottenuti
- Campionato italiano di Serie A: 13º posto
- Coppa Italia: non qualificata

## Storia

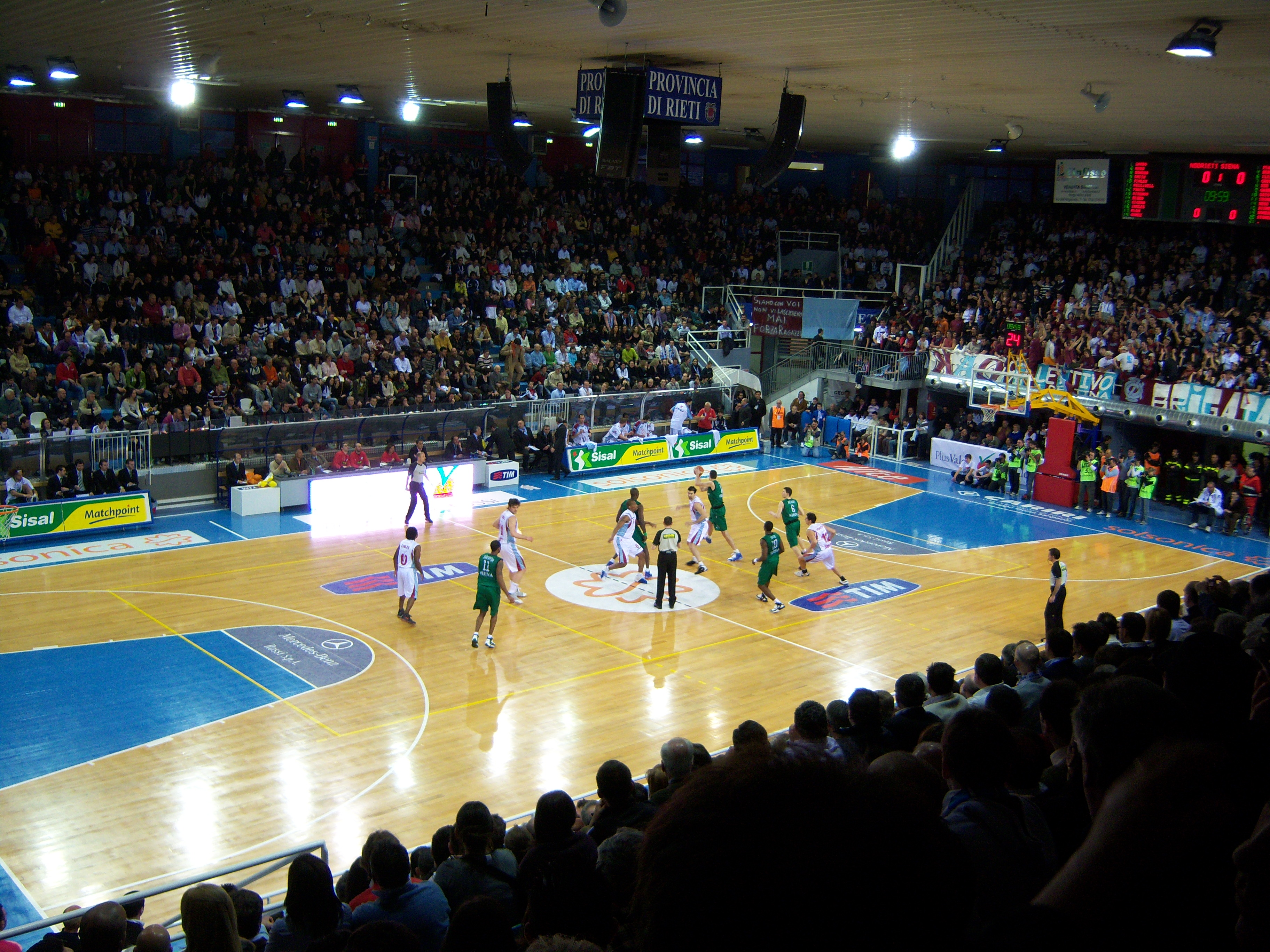
Il PalaSojourner gremito ospita Siena

Dopo un'estate problematica a causa delle difficoltà nel reperimento del budget e nell'adeguare l'impianto di gioco agli standard della serie A, la prima stagione nel massimo campionato della Nuova Sebastiani inizia regolarmente. Viene siglato un accordo con Solsonica per una sponsorizzazione triennale e i lavori di ristrutturazione del PalaSojourner vengono completati appena prima dell'esordio casalingo contro l'Olimpia Milano.
Confermato Lino Lardo come capo allenatore, della squadra che ha centrato la promozione l'anno precedente rimangono Davide Bonora, Michele Mian, Patricio Prato e Wade Helliwell, oltre a Massimiliano Rizzo e Mattia Cavoli per la panchina.
Si rinnova il reparto extracomunitari, partiti Marcus Melvin e Joe Troy Smith, arrivano gli statunitensi Morris Finley, Russell Carter e LeRoy Hurd oltre al senegalese Pape Sow dai Toronto Raptors.
A completare il roster Mario Gigena, Tuukka Kotti, il giovane Roberto Pappalardo ed Antonio Livera che dalle giovanili troverà lo spazio per due presenze.
Il campionato della Sebastiani parte il 6 ottobre al PalaSojourner con la seconda giornata a causa del rinvio della partita con la Benetton per l'indisponibilità dei trevigiani, l'inizio è promettente: Finley dimostra di essere un grande realizzatore, Sow si fa notare per l'incredibile atletismo, Hurd conferma di essere un giocatore solido ed affidabile, e nel complesso tutta la squadra gira a dovere.
La prima parte del campionato è caratterizzata da ottime prove in casa alternate a partite deludenti in trasferta, questo fino al match del Palalottomatica contro la Virtus Roma quando la Sebastiani trascinata da oltre duemila sostenitori si impone per 86 a 76. La partita seguente arriva però anche la prima sconfitta casalinga subita da Udine, tuttavia il cammino tra alti e bassi prosegue positivamente fino alla penultima giornata dell'andata quando inizia una serie di quattro sconfitte di fila che culmina nella partita di Assago contro l'Olimpia. Dopo questa partita i primi cambiamenti nel roster, Pape Sow tra i protagonisti della prima parte di stagione viene ceduto al Prokom in Polonia, rinuncia che porta un beneficio economico grazie al buy out incassato ed al risparmio sul pesante ingaggio del senegalese, buone le sue cifre soprattutto a rimbalzo settore in cui la Sebastiani soffrirà per la restante parte del campionato, tra i lati negativi l'individualismo che lo portava spesso a dimenticare i compagni ed a cercare la soluzione personale. Parte anche Russell Carter che nonostante alcune buone qualità mostrate, in special modo nella fase difensiva, non convince pienamente lo staff tecnico.
La domenica successiva a Biella viene colta la vittoria più sorprendente della stagione con un organico ridotto all'osso in attesa della sostituzione dei due giocatori partiti. Arrivano quindi Filip Videnov guardia bulgara di buona tecnica ma un po' arrugginito a causa della lunga assenza dai campi per infortunio e Nelson Ingles play chiamato a dare una mano a Bonora e Finley che avevano avuto qualche problema fisico, viene ingaggiato anche Steven Smith per sostituire Sow ma il suo esordio verrà rinviato di un paio di settimane a causa di un problema con il tesserameto e sarà concomitante con quello di Alejandro Gómez chiamato a rinforzare il reparto lunghi. La squadra gioca bene rimanendo sempre a ridosso della zona play-off, i cambi portano un miglioramento nel gioco di squadra ma si perde in intensità e nel gioco vicino a canestro in quanto Smith tende a giocare da esterno e pur difendendosi bene non ha la presenza di Sow a rimbalzo. Alla ventisettesima giornata la partita casalinga con Siena, dominatrice assoluta del campionato, rappresenta forse il momento decisivo della stagione, la Sebastiani gioca probabilmente la sua miglior partita ma non basta a battere i fortissimi toscani che passano per un solo punto.
Le speranze playoff si riducono e nelle ultime sette gare arriva una sola vittoria, quella della salvezza matematica contro la Virtus Bologna al PalaSojourner.

## Roster
| N° | Naz.                   | Ruolo | Sportivo             | Anno | Alt. | Peso |
| -- | ---------------------- | ----- | -------------------- | ---- | ---- | ---- |
| 4  | Italia (bandiera)      | P     | Mattia Cavoli        | 1989 |      |      |
| 6  | Stati Uniti (bandiera) | AG    | LeRoy Hurd           | 1980 | 202  | 107  |
| 8  | Italia (bandiera)      | P     | Davide Bonora        | 1973 | 186  | 84   |
| 9  | Stati Uniti (bandiera) | AG    | Steven Smith +       | 1983 | 203  | 105  |
| 10 | Stati Uniti (bandiera) | P     | Morris Finley        | 1981 | 180  | 80   |
| 11 | Regno Unito (bandiera) | C     | Wade Helliwell       | 1978 | 211  | 118  |
| 12 | Italia (bandiera)      | G     | Patricio Prato       | 1979 | 193  | 85   |
| 13 | Bulgaria (bandiera)    | G     | Filip Videnov +      | 1980 | 196  |      |
| 14 | Italia (bandiera)      | C     | Massimiliano Rizzo   | 1969 | 204  | 102  |
| 15 | Italia (bandiera)      | AP    | Mario Gigena         | 1977 | 198  | 90   |
| 16 | Italia (bandiera)      | P     | Nelson Ingles +      | 1975 | 180  | 85   |
| 17 | Italia (bandiera)      | G     | Michele Mian         | 1973 | 196  | 90   |
| 19 | Spagna (bandiera)      | AG    | Alejandro Gómez +    | 1972 | 204  | 98   |
| 20 | Finlandia (bandiera)   | AG    | Tuukka Kotti         | 1981 | 205  | 100  |
|    | Italia (bandiera)      | C     | Antonio Livera       | 1988 |      |      |
|    | Stati Uniti (bandiera) | G     | Russell Carter -     | 1985 | 193  | 104  |
|    | Senegal (bandiera)     | C     | Pape Sow -           | 1981 | 208  | 115  |
|    | Italia (bandiera)      | P     | Roberto Pappalardo - | 1990 | 185  | 75   |

## Staff Tecnico
- Allenatore: Lino Lardo
- Assistente: Alessandro Giuliani
- Assistente: Enrico Miluzzi
- Preparatore Atletico: Giuseppe Annino
- Medico: Germano Settimi
- Medico: Roberto Dominici
- Osteopata: Benedetto Cerasa
- Fisioterapista: Luigi Cerasa

## Società
- Presidente: Gaetano Papalia
- Vicepresidente: Umberto Papalia
- Amministratore Delegato: Raffaele Manzi
- Direttore Generale: Paolo Gianese
- Team Manager: Antonello Riva

## Campionato

### Andata
| Giornata | Data             | Luogo           | Partita                                                    | Risultato | Punti (rimbalzi)                                                                       |
| -------- | ---------------- | --------------- | ---------------------------------------------------------- | --------- | -------------------------------------------------------------------------------------- |
| 1        | 24 ottobre 2007  | PalaVerde       | Pall. Treviso - Nuova A.M.G. Sebastiani Basket Rieti       | 85 - 57   | Chalmers 21 (7), Gigli 13, Austin 12 (6) Sow 16 (8), Finley 13                         |
| 2        | 6 ottobre 2007   | PalaSojourner   | Nuova A.M.G. Sebastiani Basket Rieti - Olimpia Milano      | 92 - 79   | Sow 23 (6), Finley 21, Hurd 17 (7) Gaines 13, Vukcevic 13, Watson (12)                 |
| 3        | 11 ottobre 2007  | PalaSojourner   | Nuova A.M.G. Sebastiani Basket Rieti - Pall. Biella        | 91 - 67   | Finley 17, Carter 15, Sow 10 (13) Cinciarini 12, Hunter 11 (10)                        |
| 4        | 14 ottobre 2007  | PalaWhirlpool   | Pall. Varese - Nuova A.M.G. Sebastiani Basket Rieti        | 75 - 69   | Hodge 19, Galanda 15 (11), Melvin 7 (9) Finley 19, Sow 13, Hurd 7 (9)                  |
| 5        | 18 ottobre 2007  | PalaSavelli     | Sutor Montegranaro - Nuova A.M.G. Sebastiani Basket Rieti  | 94 - 72   | Thomas 26, Minard 17, Ford 11 (11) Finley 22, Hurd 19, Sow 12 (12)                     |
| 6        | 21 ottobre 2007  | PalaSojourner   | Nuova A.M.G. Sebastiani Basket Rieti - Teramo Basket       | 94 - 86   | Prato 17, Finley 16, Hurd 16, Sow 13 (12) Tucker 26 (10), Poeta 16, Brown 11 (8)       |
| 7        | 28 ottobre 2007  | PalaLottomatica | Virtus Roma - Nuova A.M.G. Sebastiani Basket Rieti         | 76 - 86   | Ukic 16, Lorbek 16 (12) Finley 20, Sow 18 (14), Hurd 11 (8)                            |
| 8        | 4 novembre 2007  | PalaSojourner   | Nuova A.M.G. Sebastiani Basket Rieti - Amici Pall. Udinese | 71 - 74   | Sow 24 (21), Kotti 10 Penberthy 25, Schultze 14, Allen 13                              |
| 9        | 11 novembre 2007 | PalaMangano     | Scafati Basket - Nuova A.M.G. Sebastiani Basket Rieti      | 89 - 105  | Salvi 21, Hatten 16, Romero 16 Hurd 22 (8), Carter 20, Mian 15                         |
| 10       | 18 novembre 2007 | Pala Mens Sana  | Mens Sana Siena - Nuova A.M.G. Sebastiani Basket Rieti     | 100 - 64  | Lavrinovic 28 (9), Stonerook 14 (7), Mc Intyre 11 Gigena 17, Sow 11, Hurd 10           |
| 11       | 25 novembre 2007 | PalaSojourner   | Nuova A.M.G. Sebastiani Basket Rieti - Basket Napoli       | 77 - 64   | Finley 21, Prato 17, Sow 12 (11) Jones 21, Monroe 17                                   |
| 12       | 2 dicembre 2007  | PalaMalaguti    | Virtus Bologna - Nuova A.M.G. Sebastiani Basket Rieti      | 82 - 63   | Giovannoni 19 (7), Spencer 17, Chiacig 10 (12) Carter 17, Hurd 17, Prato 16, Sow 8 (9) |
| 13       | 9 dicembre 2007  | PalaSojourner   | Nuova A.M.G. Sebastiani Basket Rieti - Orlandina           | 98 - 100  | Carter 23 (10), Hurd 22 (10), Prato 21, Sow 15 (12) Pozzecco 27, Wallace 18, Diener 17 |
| 14       | 15 dicembre 2007 | PalaDel Mauro   | Scandone Avellino - Nuova A.M.G. Sebastiani Basket Rieti   | 75 - 83   | Williams 18 (9), Smith 16 (9), Righetti 13 Finley 30, Hurd 17 (7), Sow 15              |
| 15       | 23 dicembre 2007 | PalaSojourner   | Nuova A.M.G. Sebastiani Basket Rieti - V.L. Pesaro         | 77 - 72   | Sow 20, Finley 17, Hurd 14 Myers 20, Brokenborough 14                                  |
| 16       | 27 dicembre 2007 | PalaSojourner   | Nuova A.M.G. Sebastiani Basket Rieti - Fortitudo Bologna   | 63 - 64   | Finley 17, Hurd 14, Gigena 11, Sow (9) Torres 17, Mancinelli 10                        |
| 17       | 30 dicembre 2007 | PalaPianella    | Pall. Cantù - Nuova A.M.G. Sebastiani Basket Rieti         | 84 - 75   | Wood 24, Fitch 20 Finley 23, Ginena 15, Hurd 14                                        |

### Ritorno
| Giornata | Data             | Luogo            | Partita                                                    | Risultato | Punti (rimbalzi)                                                                          |
| -------- | ---------------- | ---------------- | ---------------------------------------------------------- | --------- | ----------------------------------------------------------------------------------------- |
| 18       | 6 gennaio 2008   | PalaSojourner    | Nuova A.M.G. Sebastiani Basket Rieti - Pall. Treviso       | 71 - 93   | Finley 17, Sow 14 (10), Carter 10 Chalmers 20, Austin 17 (9), Mensah-Bonsu 15 (9          |
| 19       | 13 gennaio 2008  | Mediolanum Forum | Olimpia Milano - Nuova A.M.G. Sebastiani Basket Rieti      | 86 - 81   | Gallinari 20 (7), Vukcevic 17, Booker 17 Finley 21, Hurd 19, Gigena 14, Sow (8)           |
| 20       | 20 gennaio 2008  | PalaBiella       | Pall. Biella - Nuova A.M.G. Sebastiani Basket Rieti        | 75 - 81   | Pinkney 18 (13), Hunter 13, Cotani 10 Finley 27, Gigena 19, Hurd 13 (7), Helliwell 10 (8) |
| 21       | 27 gennaio 2008  | PalaSojourner    | Nuova A.M.G. Sebastiani Basket Rieti - Pall. Varese        | 83 - 82   | Finley 22, Hurd 11 (9) Holland 30, Galanda 14 (7), Lloreda (15)                           |
| 22       | 3 febbraio 2008  | PalaSojourner    | Nuova A.M.G. Sebastiani Basket Rieti - Sutor Montegranaro  | 95 - 102  | Finley 32, Videnov 16, Hurd 12, Gigena 12 Thomas 27, Ford 20 (9), Minard 20, Garris 18    |
| 23       | 17 febbraio 2008 | Palascapriano    | Teramo Basket - Nuova A.M.G. Sebastiani Basket Rieti       | 91 - 82   | Powell 19 (8), Green 16 (7), Brown 14 (11) Finley 30, Hurd 15 (8)                         |
| 24       | 24 febbraio 2008 | PalaSojourner    | Nuova A.M.G. Sebastiani Basket Rieti - Virtus Roma         | 69 - 61   | Videnov 14, Hurd 11 (8), Finley 10, Prato 10, Mian 10 Hawkins 17, Fucka 11                |
| 25       | 2 marzo 2008     | PalaCarnera      | Amici Pall. Udinese - Nuova A.M.G. Sebastiani Basket Rieti | 67 - 79   | Di Giuliomaria 13, Penberthy 12, Allen 11 Finley 26 (8), Hurd 14, Smith 13                |
| 26       | 9 marzo 2008     | PalaSojourner    | Nuova A.M.G. Sebastiani Basket Rieti - Scafati Basket      | 85 - 67   | Prato 21, Finley 17, Videnov 14, Hurd 11 (9) Hatten 29, Wilson 13                         |
| 27       | 16 marzo 2008    | PalaSojourner    | Nuova A.M.G. Sebastiani Basket Rieti - Mens Sana Siena     | 75 - 76   | Gigena 18, Finley 18, Prato 17, Smith 9 (8) Ilievski 20, Romero 16, Sato 10 (7)           |
| 28       | 22 marzo 2008    | PalaBarbuto      | Basket Napoli - Nuova A.M.G. Sebastiani Basket Rieti       | 99 - 89   | Malaventura 22, Jones 18 (12), Thomas 15 Hurd 26, Finley 22, Prato 10                     |
| 29       | 29 marzo 2008    | PalaSojourner    | Nuova A.M.G. Sebastiani Basket Rieti - Virtus Bologna      | 83 - 81   | Prato 19, Finley 19, Hurd 12 Anderson 18 (10), Best 18, Bulleri 16                        |
| 30       | 6 aprile 2008    | PalaFantozzi     | Orlandina - Nuova A.M.G. Sebastiani Basket Rieti           | 88 - 79   | Beck 22, Pozzecco 16, Wallace 12 (11) Hurd 23 (10), Finley 23, Smith 12, Helliwell (9)    |
| 31       | 13 aprile 2008   | PalaSojourner    | Nuova A.M.G. Sebastiani Basket Rieti - Scandone Avellino   | 83 - 93   | Finley 18, Hurd 17, Smith 14 Williams 24 (16), Righetti 19, Green 18                      |
| 32       | 16 aprile 2008   | Adriatic Arena   | V.L. Pesaro - Nuova A.M.G. Sebastiani Basket Rieti         | 80 - 55   | Hicks 18 (7), Myers 12, Pasco (10) Hurd 18 (10), Videnov 10                               |
| 33       | 20 aprile 2008   | PalaDozza        | Fortitudo Bologna - Nuova A.M.G. Sebastiani Basket Rieti   | 80 - 79   | Forte 17, Janičenoks 16, Thomas (10) Finley 30, Smith 14, Hurd 13 (8)                     |
| 34       | 27 aprile 2008   | PalaSojourner    | Nuova A.M.G. Sebastiani Basket Rieti - Pall. Cantù         | 83 - 86   | Finley 27, Hurd 22 Fitch 20, Mazzarino 19, Wood 16, Toure 12 (12)                         |

### Classifica finale
|  |     | Serie A 2007-2008                    | Pt | G  | V  | P  | PF   | PS   |
|  | --- | ------------------------------------ | -- | -- | -- | -- | ---- | ---- |
|  | 13. | Nuova A.M.G. Sebastiani Basket Rieti | 28 | 34 | 14 | 20 | 2689 | 2773 |

### Statistiche
| Presenze - giocate - 34 - 34 LeRoy Hurd - 34 - 34 Patricio Prato - 34 - 33 Michele Mian - 34 - 33 Wade Helliwell - 34 - 31 Davide Bonora - 34 - 4 Massimiliano Rizzo - 33 - 32 Mario Gigena - 32 - 30 Morris Finley - 25 - 21 Tuukka Kotti - 19 - 19 Pape Sow - 19 - 19 Russell Carter - 17 - 2 Roberto Pappalardo - 14 - 13 Filip Videnov - 14 - 8 Nelson Ingles - 12 - 12 Steven Smith - 9 - 5 Alejandro Gómez - 7 - 2 Mattia Cavoli - 2 - 0 Antonio Livera | Punti (media) - 608 (19) - Morris Finley - 484 (14,2) - LeRoy Hurd - 293 (8,6) - Patricio Prato - 256 (13,5) - Pape Sow - 211 (6,4) - Mario Gigena - 181 (5,3) - Michele Mian - 170 (8,9) - Russel Carter - 136 (4) - Wade Helliwell - 114 (9,5) - Steven Smith - 93 (6,6) - Filip Videnov - 63 (1,9) - Davide Bonora - 57 (2,3) - Tuukka Kotti - 12 (1,3) - Alejandro Gómez - 9 (0,6) - Nelson Ingles - 2 (0,1) - Massimiliano Rizzo |
| Rimbalzi (media) - 216 (6,4) - LeRoy Hurd - 178 (9,4) - Pape Sow - 111 (3,3) - Wade Helliwell - 100 (3,1) - Morris Finley - 76 (2,2) - Patricio Prato - 57 (1,7) - Mario Gigena - 55 (2,9) - Russell Carter - 47 (3,9) - Steven Smith - 46 (1,4) - Michele Mian - 44 (1,3) - Davide Bonora - 37 (1,5) - Tuukka Kotti - 28 (2) - Filip Videnov - 17 (1,2) - Nelson Ingles - 5 (0,6) - Alejandro Gómez - 4 (0,1) - Massimiliano Rizzo                           | Assist (media) - 100 (3,1) - Morris Finley - 31 (0,9) - Davide Bonora - 30 (0,9) - LeRoy Hurd - 30 (0,9) - Patricio Prato - 18 (0,5) - Mario Gigena - 15 (0,4) - Wade Helliwell - 13 (0,7) - Russel Carter - 10 (0,3) - Michele Mian - 8 (0,4) - Pape Sow - 6 (0,4) - Filip Videnov - 6 (0,4) - Nelson Ingles - 6 (0,2) - Tuukka Kotti - 5 (0,4) - Steven Smith - 1 (0,1) - Alejandro Gómez                                           |

## Pubblico
- Spettatori totali: 52738
- Media spettatori: 3102
- Incasso totale: 744688 euro
- Media incasso: 43805 euro
- Abbonati: 1700 circa dato non ufficiale